# Above the tree
Above the tree è il progetto musicale solista di Marco Bernacchia (Senigallia, 1979) musicista e artista Italiano. Il progetto compie un percorso di ricerca sulle potenzialità sonoro/rumoristiche ricavabili dagli strumenti musicali. Spesso le sue sonorità rimandano a melodie popolari, strutture folk o ad un blues reso quasi minimale.

## Storia del progetto

### 2002: Above the tree
Above the tree nacque nel 2002 come progetto musicale solista con cui Marco Bernacchia allora si muoveva parallelamente al lavoro con i M.A.Z.C.A., gli Ogino Knaus, ed a altri progetti solisti come Al:Arm!, Gallina, Falling Birds e Magnetostok. È di quell'anno il primo documento auto-prodotto a nome Above the tree con il titolo Swiss Music, che presentava 50 minuti di chitarra lo-fi, in un miscuglio di campioni e collage di materiale trovato, tra droni e rumorismi disposti in composizioni di ispirazione ambientale.

### 2007-2011: Above the tree come progetto solista
Fin dai suoi primi concerti di Above the tree, Bernacchia si esibisce mascherato da figura mitologica, metà uomo e metà pollo, impersonando un personaggio che è un doppio con una sua propria vita parallela, come il pollo si comporta in maniera istintiva e poco lungimirante e a volte le sue performance si trasformano in esperimenti caotico/scientifici. Con questo spirito, Above the tree inizia nel 2007 un tour quasi senza sosta per tutta l'Europa, toccando di frequente Paesi Bassi, Belgio, Francia, Spagna, Portogallo, Italia, Svizzera, Slovenia, Ungheria, Slovacchia, Repubblica Ceca e Germania  ed utilizzando le pause per la realizzazione di dischi e registrazioni. È in quest'ottica che nel 2008 pubblica Blue Revenge, coprodotto da  Anomolo, Polpo Records, Marinaio Gaio, About A Boy Records. Con questo album dalla forte ispirazione meditativa, Above the tree propone una miscela sonora tra folk-blues rurale ed ambient music, fatto spesso di cantilene e ballate, tra echi e droni profondi, uniti a scricchiolii e sibili, in una miscela di sonorità che la critica ha definito come "folktronica".
Nel 2009 è l'incontro fra Boring Machines, Marinaio Gaio, About A Boy, Brigadisco con cui pubblica il suo secondo album dal titolo Minimal Love, un disco pervaso da un'attitudine indie, che gli permette di "trasformare un home-recording come ce ne sono tante in un dialogo serrato ma al tempo stesso misurato, descrittivo e dalla notevole varietà espressiva". Se in Blue Revenge prevaleva un'attitudine rivolta al bucolico, in Minimal Love le sonorità si spostano nella costruzione di ambienti ascetico-psichedelici, con sonorità lisergiche inframmezzate da ossessivi stati di trance. Il disco vede poi una serie di collaborazioni con Michele Grossi, Mattia Coletti, Marco Cattaneo, Maurizio Gianotti.
Nel 2010 Above the tree firma un nuovo lavoro in condivisione con i Musica da Culina, che vedeva anche la copertina di Rocco Lombardi, uno dei principali autori della punk-zine Lamette. Split (Musica per Organi Caldi, Boring Machines, Brigadisco), così si intitolava la produzione su LP, presentava una certa omogeneità sonora incentrata sulla musica ambientale, tra le dilatazioni sonore folk-blues di Above the tree ed il minimalismo dei Musica da Cucina.
Nel 2011 esce per la Musica per Organi Caldi il suo terzo album dal titolo Into The Nature.

## Discografia

### Album in studio
- 2008 – Blue Revenge, CD, Marinaio Gaio, Polpo Records ANOMOLO 02408, Italia
- 2009 – Minimal Love, CD, Brigadisco brg/002, Italia
- 2010 – Split, Split album LP+CDr, Brigadisco, People From The Mountains, Musica Per Organi Caldi, Shipwreck Records, Uaooo Records, Marinaio Gaio, Boring Machines, Lotar Records, Italia con Musica da Cucina
- 2011 – Into the nature, CD, musica per organi caldi MOC14, Italia
- 2012 - From the memory of my hard disk, MC, Mia Cameretta Records, Italia
- 2020 - King Above, MC, Pitg / Hukot / Krim Kranz / Sub Post , Spain

### Live album
- 2010 – Live a Ca' Blasè, MC, Bloody Sound Fucktory bloody015, Italia
- 2012 – Morning Nightmare, MC, Musagre MSGR06, Spagna

### Above the Tree & the E-Side
- 2012 – Wild, CD, LP, Locomotiv Records LCMRC 003, Italia
- 2016 – Riot, CD, La Casa Della Grancetta, Italia

### Above the tree Feat. M. Grossi
- 2012 – 06/02/2011, Live At Brigadisco's Cave #4, MC, Brigadisco brg/036, Italia

### Above The Tree & Drum Ensemble Du Beat
- 2014 – Cave Man, , Bloody Sound Fucktory bloody033, Italia